# 拉尔古迪
拉尔古迪（Lalgudi），是印度泰米尔纳德邦Tiruchirappalli县的一个城镇。总人口21204（2001年）。

## 人口
该地2001年总人口21204人，其中男性10598人，女性10606人；0—6岁人口2020人，其中男1040人，女980人；识字率80.72%，其中男性为85.74%，女性为75.70%。